# Punta de les Barraques
El Punta de les Barraques és una muntanya de 200 metres que es troba entre els municipis de Riba-roja d'Ebre, a la comarca de la Ribera d'Ebre i de la Pobla de Massaluca, a la comarca de la Terra Alta.